# Erwin Kostedde
Erwin Kostedde, né le 21 mai 1946 à Münster, est un footballeur allemand.

## Biographie

### Carrière en club

#### Origine
Fils d'un soldat G.I. américain et d'une mère allemande, il débute en championnat régional dans sa ville d'origine, au SC Preussen Münster, puis joue en 1967 en première division, la Bundesliga, au MSV Duisbourg.
Il émigre en Belgique de 1968 à 1971, au Standard de Liège, où il gagne le championnat de Belgique trois fois d'affilée et est sacré meilleur buteur du championnat de Belgique en 1971 avec 26 buts.
Puis il évolue au Kickers Offenbach, avec lequel il détient jusqu'à aujourd'hui le record de tirs cadrés en Bundesliga. Il est l'auteur du but de l'année 1974 en Allemagne, une reprise de volée d'égalisation 3-3 contre le Borussia Mönchengladbach diffusé par ARD-Sport le 18 octobre 1974. C'est alors sa période la plus prolifique, qui lui permet d'être sélectionné au sein de la Mannschaft.
Il part successivement en 1975 au Hertha BSC Berlin et en 1976 au Borussia Dortmund. Il revient au Standard de Liège en décembre 1978.

#### Le Stade lavallois
Il rejoint le 16 juillet 1979 le Stade lavallois, conseillé à Henri Bisson et Michel Le Milinaire par Georg Tripp, ancien buteur en série allemand des Tango. Le pari des dirigeants lavallois semble fou puisque Kostedde vient d'arrêter sa carrière pour la deuxième fois, avant d'accepter la proposition mayennaise.
Il connaît des débuts difficiles avec le Stade lavallois.
Il ne parle pas français, et durant toute la saison, l’avant-centre fera alors des allers-retours en avion après chaque match joué pour rejoindre sa famille à Herford en Allemagne, où il s'entraîne avec l'équipe de Championnat d'Allemagne de football de deuxième division du SC Herford. Il arrive la veille des matches pour un ultime entraînement avec l’équipe. Sur le terrain, il n'a inscrit qu'un but en sept journées. Laval se retrouve alors 19e de D1. À Lens, Michel Le Millinaire décide de sortir son joueur pour le piquer au vif. Entre la 8e et la 13e journée, il marque huit fois en cinq rencontres et envoie Laval à la 8e place du classement. Il ne s'entraîne donc jamais avec ses coéquipiers, tout en étant systématiquement titulaire et efficace.
Il entre alors dans le cœur des supporters. Il se révèle comme un véritable renard des surfaces, excellent dans le jeu dos au but et de la tête. Il est ainsi co-meilleur buteur du championnat de France de D1 en 1979-1980 avec 21 buts, dont un triplé face à l'Olympique de Marseille pour son dernier match. En 2002, les supporters lavallois l'éliront dans les 22 joueurs du siècle du club mayennais.
Il termine sa carrière à Laval de la plus belle des manières en effectuant un triplé face à l'Olympique de Marseille le 6 mai 1980. Claude Le Roy indiquera qu' Erwin s’est peut-être senti à Laval comme jamais, dans un environnement où on l’adorait et où il n’était pas jugé. À chaque fois, on sentait tout le bonheur qu’il avait à nous rejoindre dans ce club génial.
En 2022, le magazine So Foot le classe dans le top 1000 des meilleurs joueurs du championnat de France, à la 854e place.

#### Fin de carrière
Il revient en Allemagne en 1980-1981 au Werder Brême, et termine sa carrière au VfL Osnabrück.
En 219 matchs en Bundesliga, il a marqué 98 buts.

### Équipe nationale
Kostedde est sélectionné à trois reprises en équipe d'Allemagne de football entre 1974 et 1975. Il est le premier footballeur de couleur en équipe nationale, avant Jimmy Hartwig en 1979 et Gerald Asamoah en 2001. Il fait ses débuts avec la Mannschaft contre Malte à Gzira le 22 décembre 1974, rencontre remportée un à zéro. À plusieurs reprises pendant sa courte carrière en équipe nationale, il est confronté au racisme.

### Après-carrière
À la fin de sa carrière, Kostedde perd ses biens à la suite des conseils d'un investisseur douteux. Il n'arrive pas à obtenir gain de cause et est incarcéré en 1990, soupçonné d'un cambriolage dans un gymnase à Coesfeld qui lui est attribué. Il sera totalement disculpé. Kostedde vit ensuite à Münster sans ressources.
En 1994-1995, il est recruté par le Sportfreunde Oesede comme entraîneur. Le magazine des fans du Kickers Offenbach, fondé en 1994, est nommé Erwin en son honneur.
En 2021, il apparait dans le documentaire Schwarze Adler (de) de la plateforme de streaming Prime Video, qui traite du racisme vécu par les joueurs de l'équipe nationale allemande. La biographie d'Erwin Kostedde est publiée en mai 2021,.

## Palmarès
- Champion de Belgique en 1969, 1970 et 1971 avec le Standard de Liège
- Champion d'Allemagne de D2 (groupe Nord) en 1981 avec le Werder Brême

## Distinctions personnelles
- Meilleur buteur du championnat de Belgique en 1971 (26 buts sous les couleurs du Standard)
- Meilleur buteur du championnat de France en 1980, à égalité avec Delio Onnis (21 buts avec le Stade lavallois)
- But de l'année du championnat d'Allemagne en 1974
- Sportif de l'année de la ville de Brême en 1981